# Stiphodon rutilaureus
Stiphodon rutilaureus es una especie de pez de la familia de los Gobiidae en el orden de los Perciformes.

## Morfología
Los machos pueden llegar a alcanzar los 2,7 cm de longitud total.

## Distribución geográfica
Se encuentra en Papúa Nueva Guinea, las Islas Salomón y Vanuatu.

## Observaciones
Es inofensivo para los humanos. 